# Einar Jan Aas
Einar Jan Aas (født 12. oktober 1955 i Moss, Norge) er en norsk tidligere fodboldspiller (midterforsvarer).
Aas startede sin karriere hos Moss FK i sin fødeby, hvor han spillede frem til 1979. Herefter skiftede han til den tyske storklub Bayern München, hvor han var med til at vinde Bundesligaen i både 1980 og 1981. Efterfølgende spillede han i England hos Nottingham Forest, inden han stoppede sin karriere med endnu et ophold hos Moss FK. I sin sidste sæson med klubben, 1987, vandt han med holdet det norske mesterskab.
Aas spillede desuden 35 kampe for Norges landshold, hvori han scorede tre mål. Han debuterede for holdet 30. juni 1977 i en venskabskamp mod Island.

## Titler
Bundesligaen
- 1980 og 1981 med Bayern München

Norsk mesterskab
- 1987 med Moss FK